# Oneida (Illinois)
Pour les articles homonymes, voir Oneida.
Oneida est une ville du comté de Knox, dans l'Illinois, aux États-Unis. Fondée en 1854, elle est incorporée le 31 mars 1869. Lors du recensement de 2010, la ville comptait une population de 700 habitants.

## Source de la traduction
- (en) Cet article est partiellement ou en totalité issu de l’article de Wikipédia en anglais intitulé « Oneida, Illinois » (voir la liste des auteurs).